# Emile Butaye
Pour les articles homonymes, voir Butaye.
Emile Lambert Cornelius Butaye, né le 7 avril 1882 à Proven et décédé le 8 juillet 1953 à Gand fut un homme politique nationaliste flamand.
Instituteur assistant de son état, ancien combattant 1914-18 il fut élu conseiller communal à Watou (1921-46) et de la Chambre des Députés (1921-1946).

## Généalogie
- Il est le fils de César, garde-champêtre (1849-1931) et Léonie Declerck (1854-1913).
- Il épousa Zoé Decae (1882-?).
  - Ils eurent une fille Paula (1906-1931).